# Živinice (Priboj)
Živinice (Servisch cyrillisch Живинице) is een plaats in de Servische gemeente Priboj. De plaats telt 118 inwoners (2002).